# Бауманське організоване злочинне угруповання
Бауманське ОЗУ — одне з найвідоміших злочинних угруповань Москви 1990-х років.

## Історія створення і перші роки існування
Бауманське ОЗУ сформоване до 1988 року. Лідером став Владислав Ваннер на прізвисько «Бобон». Крім нього, в угрупованні на перших ролях були Валерій Длугач на прізвисько «Глобус», Віктор Коган на прізвисько «Жид», Анатолій Семенов на прізвисько «Рембо». Територією угруповання був Бауманський район Москви. Основним заняттям ОПГ в ті роки був рекет, вимагання щодо бізнесменів. Штаб угруповання розташовувався в місті Апрелєвка, де жив Длугач.

## Зміна керівного складу угруповання
У 1993-1995 роках по Москві прокотилася хвиля замовних вбивств лідерів столичних ОЗУ. 11 квітня 1993 року «Глобус» був застрелений з карабіна СКС разом зі своїм охоронцем біля дискотеки «У Лісса» на Олімпійському проспекті. 13 квітня в власному під'їзді був застрелений «Рембо». У той же день «Жид» був розстріляний у приміщенні взуттєвої майстерні на вулиці Єлецькій разом з двома випадковими людьми.
17 січня 1994 року Ваннер зайшов постріляти в тир. В цей час за ним стежили співробітники зовнішнього спостереження МВС. Після цього «Бобон» сів до свою машину, і зумів сховатися від них. Через кілька годин він був застрелений у своїй машині неподалік від Волоколамського шосе. Загинув також його охоронець Михайло Глодін.
Позиції угруповання сильно похитнулися. Згуртувати знову угруповання зміг в 1995 році раніше судимий за шахрайство Андрій Журавльов на прізвисько «Терразіні». Тоді ж до складу Бауманського ОЗУ увійшло Аннінське ОЗУ, що контролювало район Варшавського шосе. Помічниками Журавльова стали Олексій Шустов по кличці «Льолік» та Андрій Фейзулаев на прізвисько «Копчений».

## ОЗУ в другій половині 1990-х років
ОЗУ стало займатися наркоторгівлею і замовними вбивствами. За деякими даними[джерело?], саме з подачі Журавльова були скоєні вбивства низки авторитетів Курганської ОЗУ і керівників їх комерційних структур. Також займалися здирництвом. Залякували комерсантів методом закопування їх живцем у лісах.[джерело?]
Так тривало до 1997 року, коли були арештовані члени Аннінського ОЗУ на чолі з Шустовим. У 1998-1999 роках було заарештовано багато кримінальних авторитетів «Бауманського».

## Подальша доля Журавльова та інших членів Бауманського ОЗУ
Журавльов зумів втекти за кордон, де оформив собі громадянство Ізраїля. У січні 2001 року він був заарештований ізраїльською поліцією за запитом російських правоохоронних органів. 11 червня 2002 року його екстрадували в Росію (єдиний випадок, коли Ізраїль видав свого громадянина Росії)[джерело?]. «Терразіні» було пред'явлено звинувачення лише в убивстві в травні 1997 року члена угруповання Олександра Соколова.
У березні 2004 року суд присяжних виправдав Журавльова. За повідомленням засобів масової інформації 30 липня 2004 року його вбили в селищі Єршово Одінцовського району Московської області. Однак через деякий час з'ясувалося, що це було помилкою.[джерело?]
У 2001 році суд засудив Шустова до 25 років позбавлення волі в колонії суворого режиму. Ще 7 членів угруповання отримали загалом близько 100 років позбавлення волі.[джерело?]
25 січня 2002 року був заарештований останній лідер Бауманської ОЗУ Андрій Федоров на прізвисько «Монгол».[джерело?]